# Vila Nova de Souto d’El-Rei
Vila Nova de Souto d’El-Rei ist eine Gemeinde (Freguesia) im portugiesischen Kreis Lamego. In ihr leben 728 Einwohner (Stand 19. April 2021).

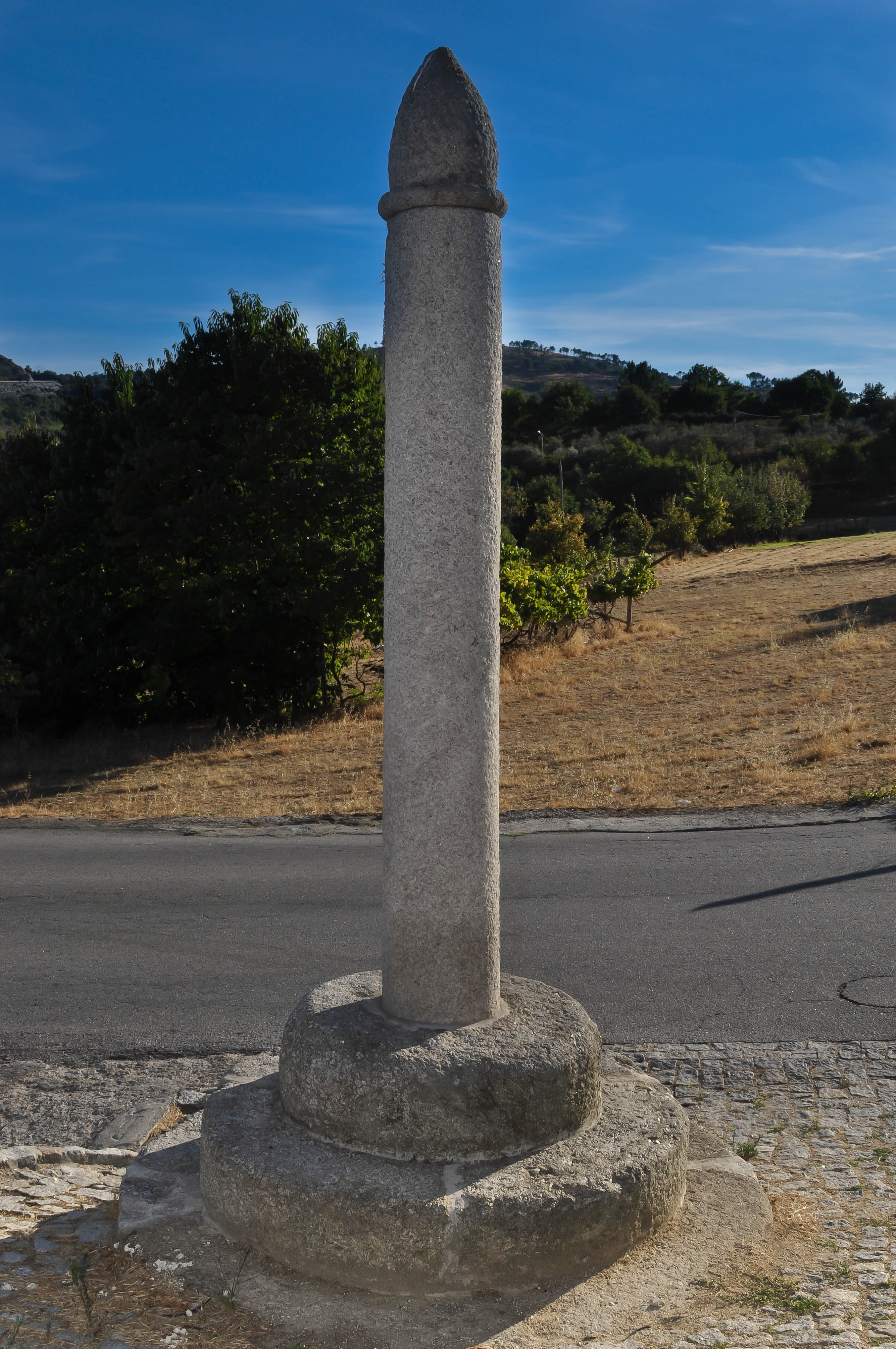
Pranger